# Boguella ornata
Boguella ornata är en ringmaskart som beskrevs av Hartman och Fauchald 1971. Boguella ornata ingår i släktet Boguella och familjen Maldanidae. Inga underarter finns listade i Catalogue of Life.